# 裂距虾脊兰
裂距虾脊兰（学名：Calanthe trifida），为兰科虾脊兰属下的一个植物种。